# Кікіша
Кікіша (рум. Chichișa) — село у повіті Селаж в Румунії. Входить до складу комуни Роминаші.
Село розташоване на відстані 374 км на північний захід від Бухареста, 12 км на південний схід від Залеу, 50 км на північний захід від Клуж-Напоки.

## Населення
За даними перепису населення 2002 року у селі проживали 253 особи. Усі жителі села рідною мовою назвали румунську.
Національний склад населення села:
| Національність | Кількість осіб | Відсоток |
| -------------- | -------------- | -------- |
| румуни         | 246            | 97,2%    |
| цигани         | 7              | 2,8%     |